# 罗旭 (1924年)
罗旭（1924年—），男，天津人，中国分析化学家、化学教育家，曾任沈阳药学院教授、博士生导师。